# Gala Évora
Gala Évora, née le 8 février 1983 à Sanlúcar de Barrameda, est une actrice et chanteuse espagnole.

## Biographie
Elle vient d'une famille artistique  (Sanlúcar Évoras) et commença comme actrice dans le film El día que nací yo en 1991.
Elle est plus tard membre du groupe Papá Levante et travaille comme choriste pour des chanteurs comme Carmen Linares, Enrique Morente, Camarón de la Isla ou Falete.
Son début comme protagoniste dans le film Lola, où elle joue le rôle de Lola Flores, a été très polémique.

## Discographie (Papá Levante)
- Tomalacaté, 2000
- Sopla Levante, 2003

## Filmographie
- El día que nací yo, 1991
- Lola, 2007